# Sebastian Neef
Sebastian Neef (* 7. Februar 1989 in Regensburg) ist ein deutscher Triathlet und deutscher Vizemeister auf der Triathlon-Langdistanz (2017).

## Werdegang
Sebastian Neef war in den Jahren 2007 und 2008 als Radrennfahrer für den VC Regensburg aktiv.

### Profi-Triathlet seit 2013
Seit 2013 startet er als Profi-Triathlet und macht parallel das Lehramts-Studium für Sport und Englisch. Im März 2015 ging er in Costa Rica erstmals bei einem Cross-Triathlon-Rennen der Xterra-Rennserie (Schwimmen, Mountainbike und Crosslauf) an den Start und belegte den vierten Rang.

Im August konnte er zum vierten Mal in Folge den Regensburger Triathlon für sich entscheiden. Vier Wochen später bei der Ironman 70.3 World Championship in Salzburg musste er auf der Laufstrecke sein Rennen vorzeitig beenden.
Im Juni 2016 gewann er den Alpen-Triathlon auf der olympischen Distanz (1,5 km Schwimmen, 40 km Radfahren und 10 km Laufen). Im September wurde er Zwölfter bei der Europameisterschaft auf der Triathlon-Halbdistanz. Er startet für Tri Star Regensburg und das Skinfit Racing Tri Team.

### Deutscher Vizemeister Triathlon Langdistanz 2017
Bei der Challenge Regensburg wurde er im August 2017 Deutscher Vizemeister auf der Triathlon Langdistanz.
Im Juli 2018 konnte der damals 29-Jährige nach 2016 zum zweiten Mal den Alpen-Triathlon am Schliersee auf der Kurzdistanz gewinnen. Seit der Saison 2020 startet er zusammen mit Roman Deisenhofer für das neu gegründete Spoosty pro.tri.team.
Im Februar 2022 wurde er in Andorra Vierter bei der Weltmeisterschaft Wintertriathlon und 2024 wurde er Sechster.

## Sportliche Erfolge
| Datum/Jahr    | Platz | Wettbewerb                                           | Austragungsort | Zeit       | Bemerkung                                                                                 |
| ------------- | ----- | ---------------------------------------------------- | -------------- | ---------- | ----------------------------------------------------------------------------------------- |
| 23. Apr. 2022 | 10    | Challenge Gran Canaria                               | Anfi           | 03:58:03   |                                                                                           |
| 27. Juni 2021 | 12    | Ironman 70.3 European Championships                  | Helsingør      | 03:49:59   | im Rahmen des Ironman 70.3 Kronborg-Elsinore                                              |
| 30. Mai 2021  | 22    | Challenge St. Pölten                                 | St. Pölten     | 03:57:22   |                                                                                           |
| 24. Apr. 2021 | 14    | Challenge Gran Canaria                               | Anfi           | 03:51:47   |                                                                                           |
| 26. Aug. 2018 | 1     | Trans Vorarlberg Triathlon                           | Bregenz        | 03:42:14,8 |                                                                                           |
| 22. Juli 2018 | 1     | Alpen-Triathlon                                      | Schliersee     | 02:10:20,7 |                                                                                           |
| 15. Juli 2018 | 1     | TriStar111 Rorschach                                 | Rorschach      | 03:37:30   | 1 km Schwimmen, 100 km Radfahren und 10 km Laufen                                         |
| 3. Juni 2017  | 12    | Challenge Šamorin                                    | Šamorin        | 04:01:34   | „Challenge World Championships“                                                           |
| 27. Mai 2017  | 2     | Trimotion Saalfelden                                 | Saalfelden     | 03:23:55   |                                                                                           |
| 4. Sep. 2016  | 12    | ETU Middle Distance Triathlon European Championships | Walchsee       | 04:04:46   | Europameisterschaft auf der Halbdistanz im Rahmen der Challenge Walchsee-Kaiserwinkl      |
| 19. Juni 2016 | 1     | Alpen-Triathlon                                      | Schliersee     | 02:11:14   | [ 3 ]                                                                                     |
| 2016          | 1     | Trimotion Saalfelden                                 | Saalfelden     |            | Sieger über die Distanz Trimotion 111 (1 km Schwimmen, 100 km Radfahren und 10 km Laufen) |
| 5. Sep. 2015  | 2     | Trans Vorarlberg Triathlon                           | Bregenz        |            |                                                                                           |
| 30. Aug. 2015 | DNF   | Ironman 70.3 World Championships                     | Zell am See    | –          | Rennabbruch auf der Laufstrecke bei der Ironman 70.3 World Championship                   |
| 16. Aug. 2015 | 2     | Allgäu Triathlon                                     | Immenstadt     | 04:05:57   | Zweiter auf der Mitteldistanz                                                             |
| 2. Aug. 2015  | 1     | Regensburger Triathlon                               | Regensburg     | 01:50:22   | Sieger auf der olympischen Distanz (1,5 km Schwimmen, 40 km Radfahren und 10 km Laufen)   |
| 3. Mai 2015   | 4     | Ironman 70.3 St. Croix                               | Saint Croix    | 04:24:39   |                                                                                           |
| 10. Aug. 2014 | 8     | Ironman 70.3 Germany                                 | Wiesbaden      |            | als sechster Europäer bei der Ironman 70.3 European Championship                          |
| 3. Aug. 2014  | 1     | Regensburger Triathlon                               | Regensburg     |            |                                                                                           |
| 15. Juni 2014 | 6     | Challenge Kraichgau                                  | Kraichgau      | 04:03:30   | Fünfter bei der Deutschen Meisterschaft auf der Mitteldistanz                             |
| 25. Aug. 2013 | 3     | Trans Vorarlberg Triathlon                           | Bregenz        |            |                                                                                           |
| 2013          | 1     | Regensburger Triathlon                               | Regensburg     |            |                                                                                           |
| 20. Juli 2013 | 1     | Allgäu Triathlon                                     | Immenstadt     |            | Sieger auf der Mitteldistanz                                                              |
| 9. Juni 2013  | 4     | Challenge Kraichgau                                  | Kraichgau      |            |                                                                                           |
| 2012          | 1     | Regensburger Triathlon                               | Regensburg     |            |                                                                                           |

| Datum/Jahr    | Rang | Wettbewerb           | Austragungsort | Zeit     | Bemerkung                                           |
| ------------- | ---- | -------------------- | -------------- | -------- | --------------------------------------------------- |
| 16. Okt. 2021 | DNF  | Ironman Mallorca     | Alcúdia        | -        |                                                     |
| 30. Sep. 2018 | 12   | Ironman Chattanooga  | Chattanooga    | 08:12:54 |                                                     |
| 19. Aug. 2018 | DNF  | Ironman Copenhagen   | Kopenhagen     | -        |                                                     |
| 13. Aug. 2017 | 2    | Challenge Regensburg | Regensburg     | 08:10:42 | Deutscher Vizemeister auf der Triathlon Langdistanz |
| 9. Juli 2017  | DNF  | Challenge Roth       | Roth           | -        |                                                     |
| 14. Aug. 2016 | 5    | Challenge Regensburg | Regensburg     | 08:58:49 |                                                     |

| Datum/Jahr    | Rang | Wettbewerb                      | Austragungsort | Zeit     | Bemerkung |
| ------------- | ---- | ------------------------------- | -------------- | -------- | --------- |
| 29. März 2015 | 4    | Xterra Costa Rica Championships | Costa Rica     | 02:25:50 |           |

| Datum/Jahr    | Rang | Wettbewerb                                  | Austragungsort      | Zeit     | Bemerkung                           |
| ------------- | ---- | ------------------------------------------- | ------------------- | -------- | ----------------------------------- |
| 24. Feb. 2024 | 6    | ITU Winter Triathlon World Championships    | Pragelato           | 01:38:15 | Weltmeisterschaft Wintertriathlon   |
| 18. Feb. 2022 | 8    | ETU Winter Triathlon European Championships | Asiago              | 01:31:24 | Europameisterschaft Wintertriathlon |
| 5. Feb. 2022  | 4    | ITU Winter Triathlon World Championships    | Sant Julià de Lòria | 01:51:47 | Weltmeisterschaft Wintertriathlon   |
| 26. Feb. 2012 | 7    | ITU Winter Triathlon European Cup           | Oberstaufen         | 01:03:02 |                                     |

| Datum/Jahr | Rang | Wettbewerb               | Austragungsort | Zeit       | Bemerkung     |
| ---------- | ---- | ------------------------ | -------------- | ---------- | ------------- |
| Jan. 2018  | 6    | Ski-Trail Tannheimer Tal | Bad Hindelang  | 02:42:14,1 | Skating 60 km |

(DNF – Did Not Finish)